# 노모포비아
노모포비아(nomophobia) (짧게 "no mobile phobia")는 작동하는 휴대 전화가 없어서 생기는 두려움이나 불안을 뜻하는 단어이다. 이는 정신건강 분야에서 문제성 디지털 미디어 사용의 한 증상 또는 증후군으로 간주되어 왔지만, 기술적 및 유전적 이유로 인해 정의가 표준화되지 않았다.

## 개요
휴대 전화의 사용은 2005년 이후 특히 유럽과 아시아 국가에서 상당히 증가했다. 노모포비아는 일반적으로 행동 중독으로 간주되며, 약물 중독과 많은 특징을 공유한다. 휴대 전화가 인터넷에 연결되는 것이 노모포비아의 원인 중 하나이다. 중독 증상은 불안 증가, 낮은 자존감, 불안정 애착, 또는 정서적 불안정성과 같은 요인으로 인한 편안함에 대한 욕구의 결과일 수 있다. 일부 사람들은 정서적 관계에서 안정감을 얻기 위해 휴대 전화를 과도하게 사용한다.
노모포비아는 현재 정신질환 진단 및 통계 편람 제5판 (DSM-5)에 포함되어 있지 않지만, DSM-IV에 명시된 정의를 기반으로 "특정 공포증"으로 제안되었다. 비앙키와 필립스 (2005)에 따르면 심리적 요인이 휴대 전화의 과도한 사용과 관련이 있다. 이러한 요인에는 낮은 자아존중감 (확신을 얻기 위해 부적절하게 휴대 전화를 사용하는 개인)과 외향적인 성격 (자연적으로 사교적인 개인이 휴대 전화를 과도하게 사용하는 경우)이 포함될 수 있다. 또한 노모포비아 증상은 사회 공포증 또는 사회 불안 장애, 사회적 불안, 및 공황장애를 포함한 다른 근본적인 기존 정신 질환으로 인해 발생할 가능성이 높다.
"휴대 전화 없음 공포증(no-mobile-phone phobia)"의 약어인 이 용어는 2008년 영국 우체국이 유고브에 의뢰한 연구에서 휴대 전화 사용자가 겪는 불안을 평가하는 과정에서 만들어졌다. 이 연구는 영국 휴대 전화 사용자의 거의 53%가 "휴대 전화를 잃어버리거나, 배터리 또는 잔액이 부족하거나, 네트워크 연결이 없을 때" 불안감을 느끼는 경향이 있다는 것을 발견했다. 2,163명을 표본으로 한 이 연구는 남성의 약 58%, 여성의 47%가 이 공포증을 가지고 있으며, 추가로 9%는 휴대 전화가 꺼져 있을 때 스트레스를 받는다고 밝혔다. 설문 조사 대상자의 55%는 휴대 전화를 사용할 수 없을 때 불안해하는 주된 이유로 친구나 가족과 연락을 유지하는 것을 꼽았다. 이 연구는 평균적인 노모포비아가 유발하는 스트레스 수준이 "결혼식 날의 긴장감"과 치과 방문과 비슷하다고 비교했다.
노모포비아를 가진 사람 중 절반 이상은 휴대 전화를 절대 끄지 않는다.

## 연구 증거
기술의 변화와 함께 매일 새로운 도전이 생겨나고 있다. 새로운 종류의 공포증(소위 테크노포비아)이 출현했다. 1983년 첫 휴대 전화가 소비자 시장에 출시된 이래, 이 기기들은 대부분의 사회에서 상당히 주류가 되었다.

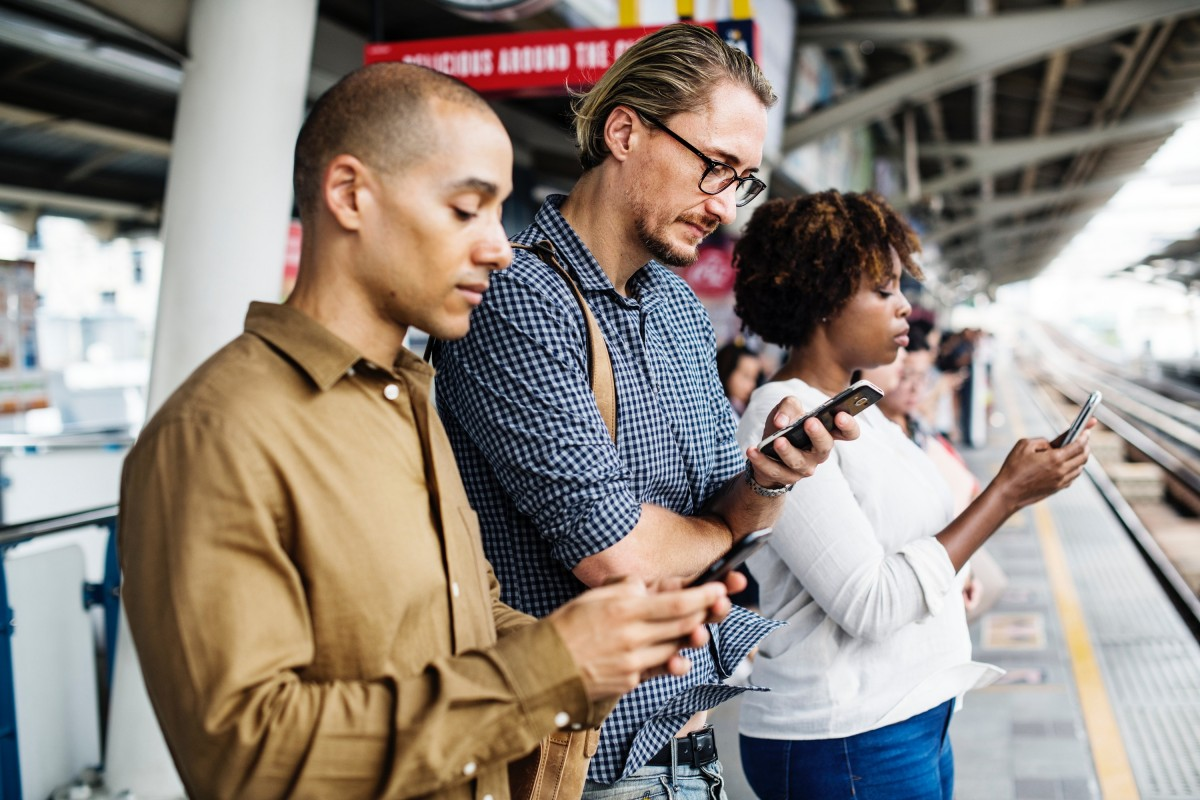
많은 사회에서 스마트폰은 흔하게 되었다.

샴바레, 루김바나, 조와(2012)는 휴대폰이 "아마도 21세기 최대의 비약물 중독"이며, 대학생들이 매일 9시간까지 휴대폰을 사용할 수 있으며, 이는 현대 생활의 동인이자 해방과 노예화를 동시에 가져오는 "기술의 역설"의 예시로서 이러한 기술에 대한 의존을 야기할 수 있다고 주장했다.
SecurEnvoy가 실시한 설문조사에 따르면 젊은 성인과 청소년이 노모포비아를 가질 가능성이 더 높았다. 동일한 설문조사에 따르면 청소년의 77%가 휴대폰이 없을 때 불안과 걱정을 보고했으며, 다음으로 25-34세 연령대와 55세 이상이 그 뒤를 이었다. 이러한 공포증을 가진 사람에게서 찾아볼 수 있는 몇 가지 심리적 예측 변수는 "부정적인 자아상, 어린 나이, 낮은 자아존중감 및 자기효능감, 높은 외향성 또는 내향성, 충동성 및 긴급감, 그리고 감각 추구"이다.
학생들 사이에서 빈번한 휴대폰 사용은 학점 (GPA) 하락과 불안 증가와 관련이 있으며, 이는 휴대폰 사용 빈도가 낮은 학생들에 비해 자가 보고된 삶의 만족도 (웰빙 및 행복)에 부정적인 영향을 미친다. GPA 감소는 과도한 휴대폰 또는 컴퓨터 사용이 학습, 수업 참석, 과제 작업 중 시간과 집중력을 소모하고 수업 중 휴대폰 방해로 인해 발생할 수 있다. 휴대폰의 과도한 사용은 소셜 네트워크에 지속적으로 연결되어야 한다는 압력 때문에 불안을 증가시킬 수 있으며, 웰빙의 구성 요소로 연결된 일상 스트레스를 완화하는 인지된 고독의 기회를 빼앗을 수 있다. 사람들은 휴대폰을 사용하여 친구 및 가족과 연결하고, 가족 애정 및 관용과 같은 대인 관계 욕구를 충족할 수 있다. 휴대폰은 또한 사용자가 인터넷에서 지원과 동반을 얻을 수 있도록 한다. 사람들은 실제로 휴대폰을 사용하여 감정을 조절하며, 사이버심리학의 강력한 도구로서 휴대폰은 사람들의 감정 생활과 연결되어 있다.

### 기타 실험
연구에 따르면 휴대폰 사용은 삶의 만족도와 부정적인 관련이 있다. 휴대폰은 삶을 더 쉽게 만들 수 있지만, 스트레스 요인으로도 간주된다. 높은 업무 압력, 빈번한 대인 관계, 빠른 정보 업데이트 및 순환과 같은 이유로 휴대폰은 대부분의 사람들에게 업무와 생활에서 중요한 도구가 된다. 휴대폰이 꺼지거나 알림 빈도가 갑자기 줄어들면 일부 사람들은 불안, 과민성, 우울증 및 기타 증상을 경험한다. 연구에 따르면 휴대폰 사용 범위가 넓을수록 일반적으로 행복, 마음챙김 및 삶의 만족도가 낮아진다.
호주에서는 15세에서 24세 사이의 청소년 및 초기 성인 946명(남성 387명, 여성 457명, 성별 보고를 거부한 102명)이 휴대폰 연구에 참여했다. 이 연구는 참가자들의 휴대폰 사용 빈도와 휴대폰과의 심리적 관련성 사이의 관계에 초점을 맞췄다. 연구자들은 참가자들의 휴대폰 사용에 영향을 미칠 수 있는 여러 심리적 요인을 다음 설문지를 사용하여 평가했다: 휴대폰 관련성 설문지(MPIQ), 휴대폰 사용 빈도, 자아 정체성, 타인의 인정. MPIQ는 7점 리커트 척도(1 – 전적으로 동의) 및 (7 – 전적으로 반대)를 사용하여 행동 중독을 평가했으며, "나는 휴대폰을 사용하지 않을 때도 종종 휴대폰에 대해 생각한다... ... 휴대폰을 사용할 때 다른 사람들과 연결되어 있다고 느낀다"와 같은 문항이 포함되었다.
결과는 참가자들의 휴대 전화 사용과 휴대 전화와의 심리적 관계 사이에 중간 정도의 차이를 보여주었다. 병리학적 상태는 발견되지 않았지만, 애착의 징후를 나타내는 휴대 전화의 과도한 사용이 있었다. 과도한 휴대 전화 사용 징후를 보인 참가자들은 다른 사람들의 인정을 받을 때 사용을 늘릴 가능성이 더 높았다. 다른 요인을 고려하면, 연구된 인구는 청소년과 초기 성인에 초점을 맞췄으며, 이들은 자아 정체성, 자아존중감 및 사회 정체성을 겪고 있을 수 있으므로 휴대 전화 의존성을 개발할 가능성이 더 높다.
공황장애와 불안장애를 가진 사람들은 휴대폰 의존에 취약하다. 브라질의 한 연구는 공황장애가 있는 이성애자 참가자들과 건강한 대조군 참가자들이 휴대폰 사용으로 인해 경험하는 증상을 비교했다. 1그룹은 공황장애와 광장공포증이 있는 50명의 참가자로 구성되었으며, 평균 연령은 43세였다. 2그룹은 질환이 없는 건강한 70명의 참가자로 구성되었으며, 평균 연령은 35세였다. 실험 중 참가자들에게는 휴대폰 사용과 두 그룹이 보고한 증상을 평가하는 자가 보고 휴대폰 설문지가 주어졌다.
1그룹의 약 44%가 휴대폰을 가지고 있을 때 "안전하다"고 느꼈다고 보고했으며, 2그룹의 46%는 휴대폰이 없으면 같은 느낌을 받지 않을 것이라고 보고했다. 결과는 전체 참가자의 68%가 휴대폰 의존을 보고했지만, 전반적으로 공황장애와 광장공포증이 있는 참가자들이 휴대폰 접근이 금지되었을 때 대조군에 비해 훨씬 더 많은 감정적 증상과 휴대폰 의존을 보고했음을 보여주었다.
노모포비아는 또한 문제성 휴대폰 사용(예: 기기를 끄지 않는 의존적 사용), 금지된 사용(예: 금지된 환경에서의 사용), 위험한 사용(예: 운전 중 또는 길 건널 때 사용)과 같은 문제성 휴대폰 사용의 가능성을 증가시키는 것으로 나타났다. 또한, 노모포비아의 세 번째 요인인 정보에 접근할 수 없다는 두려움은 운전 중 불법 사용에 참여할 가능성에 가장 큰 영향을 미친다.

### 증상
- 불안
- 호흡 변화
- 떨림
- 발한
- 초조
- 방향 감각 상실
- 빠른맥[7]

### 정서적 증상
- 우울증
- 공황
- 두려움
- 의존
- 거부감
- 낮은 자존감
- 고독[7]

## 치료법
현재 학술적으로 인정되고 경험적으로 입증된 치료법은 비교적 새로운 개념이기 때문에 매우 제한적이다. 그러나 유망한 치료법으로는 인지 행동 심리 치료, EMDR, 그리고 약물학적 개입과의 병용이 포함된다. 치료 해결책의 일부는 배터리 불안과 관련된 노모포비아의 측면을 다루고 개인의 기기 전원 상태에 대한 보안감을 높이기 위해 휴대폰 충전 스테이션의 가용성을 높이는 것을 포함할 수 있다. 트라닐시프로민과 클로나제팜을 사용한 치료는 노모포비아의 영향을 줄이는 데 성공적이었다.
인지 행동 치료는 기술적 영향으로부터 독립적인 자율적인 행동을 강화함으로써 효과적인 것으로 보이나, 이 치료법은 무작위 대조군 연구가 부족하다. 또 다른 가능한 치료법은 "현실 접근법" 또는 현실치료로, 환자에게 휴대폰에서 벗어나 다른 행동에 집중하도록 요청한다. 극단적이거나 심각한 경우, 일반적인 용량의 벤조디아제핀부터 항우울제까지 신경정신약리학이 유익할 수 있다. 환자들은 또한 트라닐시프로민과 클로나제팜을 병용한 치료에도 성공했다. 그러나 이러한 약물은 노모포비아를 직접 치료하기 위한 것이 아니라 사회 공포증을 치료하기 위해 고안되었다는 점에 유의해야 한다. 노모포비아를 직접 치료하는 것은 다소 어려울 수 있으나, 기존에 존재하는 정신 질환이 있다면 이를 조사, 식별 및 치료하는 것이 더 타당하다.
노모포비아는 비교적 새로운 개념이지만, 진단에 도움이 되는 검증된 정신측정 척도가 있다. 이러한 척도 중 하나는 "휴대폰 의존 설문지/휴대폰 의존 검사(QDMP/TMPD)"이다.

## 같이 보기
- 스마트폰 중독
- 스크린 타임
- 디지털 미디어 사용과 정신건강
- 고독공포증
- 인터넷 과의존
- 테크노스트레스
- 전화 공포증
- 드 퀘르벵 증후군